# Carl Correns
Carl Franz Joseph Erich Correns ou simplesmente Carl Correns (Munique, 10 de setembro de 1864 – Berlim, 14 de fevereiro de 1933) foi um botânico alemão, que se destaca principalmente por sua descoberta independente dos princípios da hereditariedade, que ele alcançou simultaneamente, mas independentemente do botânico Hugo de Vries e por sua redescoberta do artigo anterior de Gregor Mendel sobre o assunto.
Correns foi aluno de Karl Nägeli, um botânico renomado com quem Mendel se correspondia sobre seu trabalho com ervilhas, e que posteriormente se envolveu em uma longa troca de cartas sobre a reprodutibilidade dos resultados em outra espécie (Hieracium). Por causa das propriedades especiais do Hieracium, esses experimentos falharam e Mendel abandonou seus estudos sobre o assunto.

## Juventude e educação
Carl Correns nasceu em setembro de 1864 em Munique. Órfão desde cedo, ele foi criado por uma tia na Suíça. Ele entrou na Universidade de Munique em 1885. Enquanto estava lá, ele foi incentivado a estudar botânica por Karl Nägeli. Depois de terminar sua tese, Correns tornou-se um tutor na Universidade de Tübingen e em 1913 ele se tornou o primeiro diretor do recém-fundado Instituto Kaiser Wilhelm de Biologia em Berlin-Dahlem. Ele se casou com uma sobrinha de Karl Nägeli, Elisabeth Widmer.

## Principais experiências e descobertas

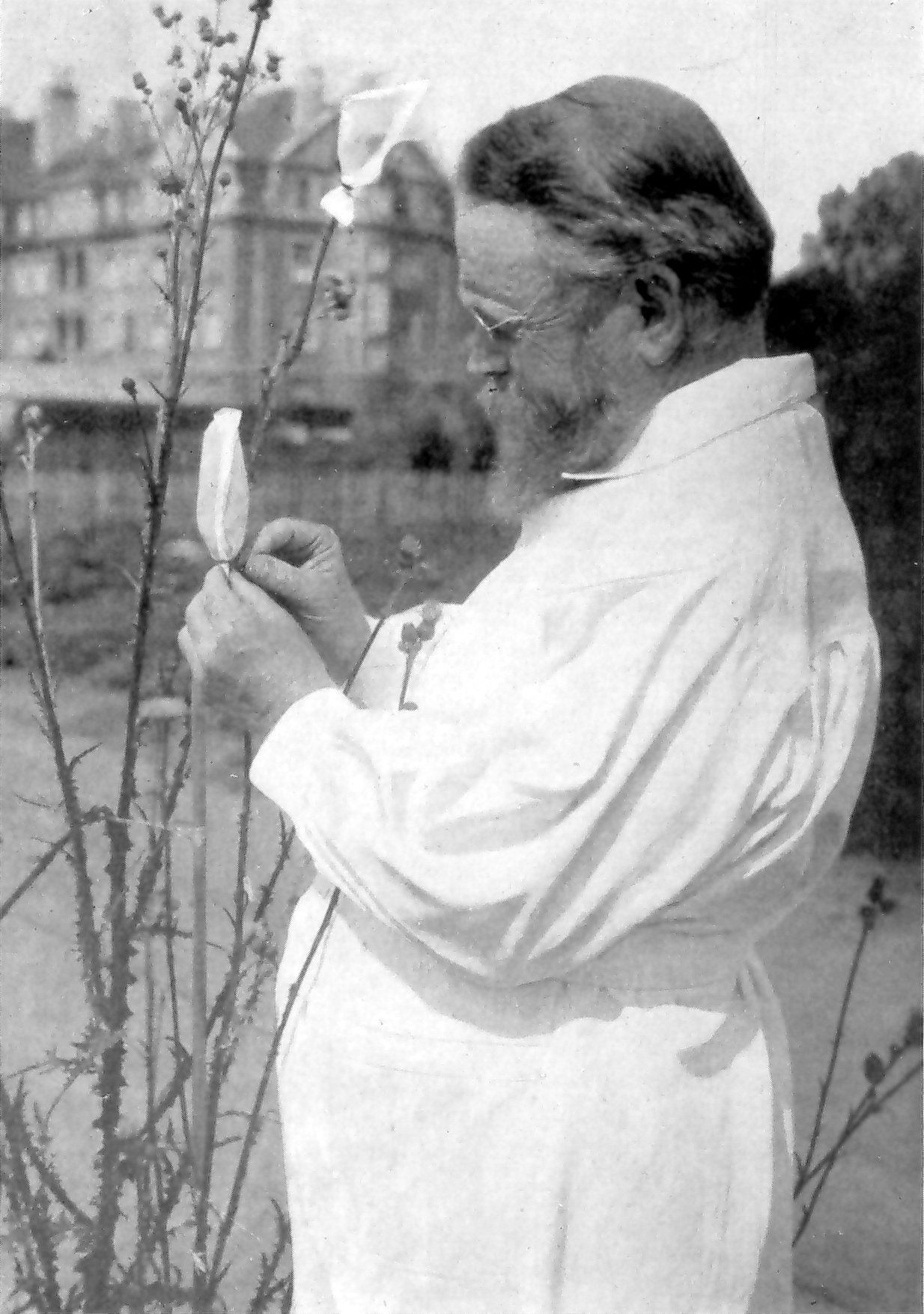
Carl Correns

Carl Correns conduziu grande parte do trabalho fundamental para o campo da genética na virada do século XX. Ele redescobriu e verificou independentemente o trabalho de Mendel em um organismo modelo separado. Ele também descobriu a herança citoplasmática, uma extensão importante das teorias de Mendel, que demonstrou a existência de fatores extracromossômicos no fenótipo. Alguns de seus trabalhos não publicados e a maioria de seus livros de laboratório foram destruídos nos atentados de 1945 em Berlim.

### Redescoberta de Mendel
Em 1892, enquanto estava na Universidade de Tübingen, Correns começou a fazer experiências com a herança de características em plantas. Correns publicou seu primeiro artigo em 25 de janeiro de 1900, que citava Charles Darwin e Mendel, reconhecendo a relevância da genética para as idéias de Darwin. No artigo de Correns, "Lei de G. Mendel sobre o comportamento da progênie dos híbridos raciais", ele reafirmou os resultados de Mendel como a 'lei da segregação' e introduziu uma nova 'lei da classificação independente'.

### Herança citoplasmática
Depois de redescobrir as leis da hereditariedade de Mendel, que podem ser explicadas com a herança cromossômica, ele empreendeu experimentos com a planta das quatro horas Mirabilis jalapa para investigar aparentes contra-exemplos às leis de Mendel na hereditariedade da cor da folha variegada (manchada de verde e branco). Correns descobriu que, embora as características mendelianas se comportem independentemente do sexo do pai de origem, a cor da folha depende muito de qual pai tem qual característica. Por exemplo, a polinização de um óvulo de um ramo branco com pólen de outra área branca resultou em uma progênie branca, o resultado previsto para um gene recessivo. Pólen verde usado em um estigma verde resultou em toda progênie verde, o resultado esperado para um gene dominante. No entanto, se o pólen verde fertilizasse um estigma branco, a progênie era branca, mas se os sexos dos doadores fossem invertidos (pólen branco em um estigma verde), a progênie era verde.
Esse padrão de herança não mendeliana foi posteriormente rastreado até um gene chamado iojap, que codifica uma pequena proteína necessária para a montagem adequada do ribossomo do cloroplasto. Mesmo que o iojap se agrupe de acordo com as regras de Mendel, se a mãe for homozigótica recessiva, então a proteína não é produzida, os ribossomos do cloroplasto deixam de se formar e o plasmídeo se torna não funcional porque os ribossomos não podem ser importados para a organela. A progênie poderia ter cópias funcionais de iojap, mas como os cloroplastos vêm exclusivamente da mãe na maioria das angiospermas, eles teriam sido inativados na geração anterior e, portanto, darão plantas brancas. Por outro lado, se um pai branco for pareado com uma mãe verde com cloroplastos funcionais, a progênie herdará apenas cloroplastos funcionais e, portanto, será verde. Em seu artigo de 1909, ele estabeleceu a cor variegada da folha como o primeiro exemplo conclusivo de herança citoplasmática.

Seu filho Carl Wilhelm Correns tornou-se geólogo.